# Stocksia
Stocksia es un género de plantas de la familia Sapindaceae. Contiene una especie.
- Stocksia brahuica

- Datos: Q5487109
- Especies: Stocksia (Sapindaceae)